# Mesocyclops tobae
Mesocyclops tobae är en kräftdjursart som beskrevs av Andreas Kiefer 1933. Mesocyclops tobae ingår i släktet Mesocyclops och familjen Cyclopidae. Inga underarter finns listade i Catalogue of Life.